# Erika Liebig
Erika Liebig (* 27. Juni 1933 in Plauen; † 30. Dezember 2018) war eine deutsche Keramikerin und Grafikerin.

## Leben und Werk
Erika Liebig arbeitete von 1950 bis 1956 als Chemielaborantin. Von 1956 bis 1962 studierte sie bei Max Schwimmer und Hans Theo Richter an der Hochschule für Bildende Künste Dresden (HfBK) Grafik. Für ihr Diplom schuf sie den Holzschnittzyklus Im Dresdener Zoo.
Danach arbeitete sie in Dresden als freischaffende Künstlerin. Von 1966 von 1969 absolvierte sie bei Otto Gerhard Müller ein Abendstudium der Keramik. Ab 1969 arbeitete sie in Dresden in ihrer eigenen Werkstatt als freischaffende Keramikerin, betätigte sich aber auch als Zeichnerin und Grafikerin. Erika Liebig schuf insbesondere freigebaute keramische Objekte und Kleinplastiken und als Auftragsarbeiten baugebundene keramische Werke und Werke für den öffentlichen Raum. „Bekannt sind auch ihr ihre besonders dünnwandig gedrehten Keramikgefäße, denen sie mit eigenen Glasuren in ruhigen Erdfarben eine besondere Gediegenheit verleiht.“
Im Sinne der Aufforderung, als Künstler zu den Arbeitern in die Betriebe zu gehen, um deren Leben kennenzulernen, unterhielt Erika Liebig Kontakte zu einer Brigade des VEB Meßelektronik.
Erika Liebig hatte eine große Zahl von Einzelausstellungen und Ausstellungsbeteiligungen. Sie war seit dem Studium an der HfBK mit der Grafikerin Renate Jaeger befreundet und lebte zuletzt in Kreischa.
Gefäßkeramische Arbeiten Erika Liebigs befinden sich u. a. Kunstgewerbemuseum Dresden.

## Mitgliedschaften
- bis 1990: Verband Bildender Künstler der DDR (VBK)
- ab 1990: Sächsischer Künstlerbund

## Weitere Werke

### Werke im öffentlichen Raum (Auswahl)
- Brunnen (1979, Keramik; vormals im Innenhof des Ärztehauses im Pirna-Sonnenstein; 2011 ausgebaut, jetzt wohl im Stadtmuseum Pirna)[4]

### Zeichenkunst (Auswahl)
- Straße der Befreiung (Federzeichnung, 27 × 38 cm; 1964 auf der Vierten Dresdner Bezirksausstellung des VBK)

## Einzelausstellungen (mutmaßlich unvollständig)
- 1980: Berlin, Studio-Galerie (mit Renate Voigt)
- 1982: Bautzen, Kunstgalerie
- 1983: Stralsund, Kulturhistorisches Museum (mit Renate Jaeger und Renate Voigt)
- 1983: Neubrandenburg, Galerie im Friedländer Tor (mit Renate Jaeger)
- 1984: Dresden, Galerie Kunst der Zeit (mit Renate Jaeger)
- 2000: Forchheim, Galerie für Kunst und Handwerk (Keramik und Grafik)
- 2002: Dresden-Pillnitz, Alte Wache (mit Renate Jaeger)
- 2011: Königstein, Festung Königstein (figürliche und Gefäßkeramik; mit Bärbel Kuntsche)
- 2013: Pirna, Stadtmuseum (Zeichnungen und Keramik)
- 2019: Dresden, Galerie Félix (mit Renate Jaeger)[5]